# Sixth Floor Museum
Le Sixth Floor Museum de Dealey Plaza est un musée situé au sixième étage du bâtiment administratif du comté de Dallas, anciennement le Texas School Book Depository, au centre-ville de Dallas, au Texas, surplombant Dealey Plaza. Le musée explore la biographie, l'époque, la mort, l'impact posthume de John F. Kennedy, président des États-Unis, ainsi que la vie de Lee Harvey Oswald et les multiples théories conspirationnistes liées à l'assassinat.

## Sources
1. ↑  frenchmorning.com